# Estação Les Gobelins
Les Gobelins é uma estação da linha 7 do Metrô de Paris, localizada no limite do 5.º e do 13.º arrondissements de Paris. Ela tem quatro acessos se situando todos na avenue des Gobelins.

## Localização
A estação está localizada na parte do meio da avenue des Gobelins entre a Fabricação e o carrefour des Gobelins, na encruzilhada de quatro grandes avenidas parisienses: a avenue des Gobelins, boulevard Saint-Marcel, boulevard Arago e boulevard de Port-Royal.

## História
Ele foi inaugurada em 15 de fevereiro de 1930 na extensão da linha 10 para Place d'Italie. Um ano mais tarde, foi integrada na linha 7.

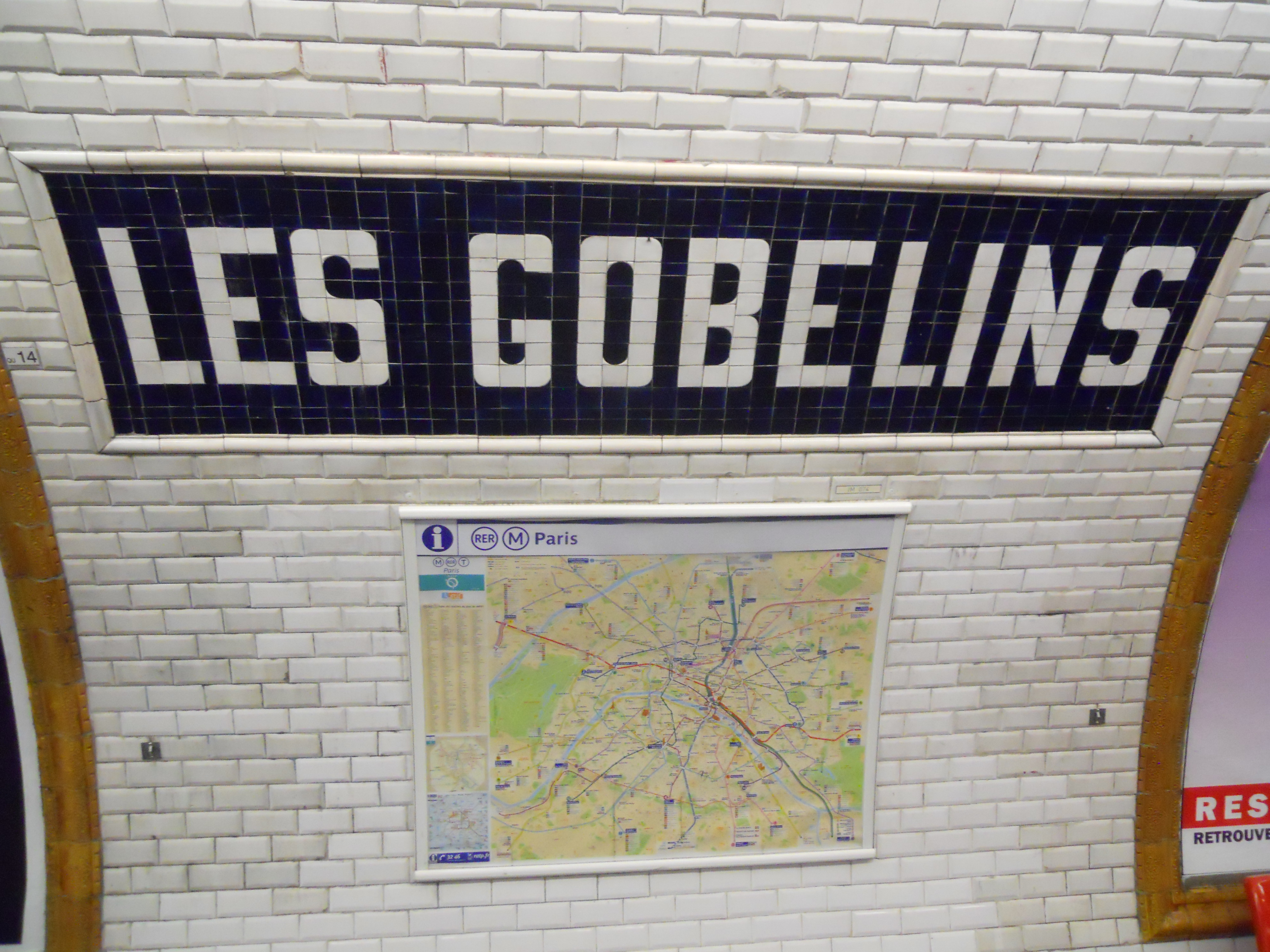
Nome da estação em telhas brancas sobre fundo azul

Esta estação leva o nome da Manufatura des Gobelins instalada desde o século XV, na borda do Bièvre.
Em 2011, 3 830 231 passageiros entraram nesta estação. Em 2012, foram 3 820 190 passageiros. Ela viu entrar 3 835 783 passageiros em 2013 o que a coloca na 135ª posição das estações de metrô por sua frequência.

## Serviços aos Passageiros

### Acessos
A estação tem quatro accessos diante dos números 25 (esquina com o boulevard Saint-Marcel), 28 (esquina com o boulevard Arago), 42 (esquina com a rue Croulebarbe) e 47 (esquina com a rue Le Brun) da avenue des Gobelins.

### Plataformas
Les Gobelins é uma estação de configuração padrão: ela tem duas plataformas laterais, separadas pelas vias do metrô e a abóbada é elíptica. A decoração é de estilo usado para a maioria das estações de metrô: a faixa de iluminação é branca e arredondada no estilo "Gaudin" da renovação do metrô da década de 2000, e as telhas em cerâmica branca chanfradas recobrem os pés, a abóbada e o tímpano. Os quadros publicitários são em faiança da cor de mel no estilo da CMP original. O nome da estação é também em faiança mas se distingue por uma fonte diferente daquelas das outras estações com um fundo de um azul mais escuro (ela é a única estação com sua vizinha Place d'Italie a possuir esta particularidade). Os assentos são do estilo "Motte" de cor azul.

### Intermodalidade
A estação é servida pelas linhas de ônibus, 27, 47, 83 e 91 da rede de ônibus RATP e, à noite, pelas linhas N01, N02, N15 e N22 do Noctilien.